# Prinsessen Af Jylland
Prinsessen Af Jylland er et studiealbum af musikkollektivet Keminova Cowboys, der udkom på vinyl, cd og digitalt den 3. november 2017.

## Spor

### Side 1
1. "En Keminova Cowboy" (Tekst: Telestjernen / Musik: Jonas Dahl og Telestjernen) 4:23
2. "Kelley Lynch" (Tekst og Musik: Laura Mo) 4:19
3. "Hvor Lyngen Gror" (Tekst: Kristian Kjærulff Ravn, Sofie Christiansen og Anna-Karina B. Knudsen / Musik: Kristian Kjærulff Ravn) 4:00
4. "Råvilde Dage" (Tekst og Musik: Jonas Dahl) 4:47
5. "Ensomme Hjerte" (Tekst og Musik: Mads Tønder og Søren Zahle) 3:52

### Side 2
1. "Ned Gennem Jylland" (Tekst og Musik: Søren Zahle, Peter Sommer og Torsten Stistrup Cubel) 3:22
2. "En Slumromantisk Krejler" (Tekst: Laura Mo og Telestjernen / Musik: Telestjernen) 3:44
3. "Koldt Blod" (Tekst og Musik: Laura Mo og Telestjernen) 4:21
4. "Gløder og Aske" (Tekst og Musik: Kristian Kjærulff Ravn, Sofie Christiansen) 4:04
5. "Prinsessen Af Jylland" (Tekst og Musik: Jonas Dahl og Telestjernen) 4:20

## Medvirkende

### Sonja Hald
- Jonas Dahl: Lead Vocals, Backing Vocals
- Simon Bekker: Guitar, Pedal Steel Guitar, Lap Steel Guitar, Backing Vocals
- Ole Holmgaard: Bass, Guitar, Backing Vocals, Baritone Guitar, Acoustic Guitar, 5-String Banjo, Piano
- Jakob Retz Johansen: Bass, Backing Vocals, Acoustic Bass

### Ulvetimen
- Kristian Kjærulff Ravn:  Lead Vocals, Backing Vocals, Acoustic Guitar, Blues Harp
- Sofie Christiansen: Lead Vocals, Backing Vocals, Piano
- Anna-Karina Knudsen: Cello, Backing Vocals
- Simon Alsing Busk: Guitar, Electric Guitar, Mandolin
- Buster Jensen: Backing Vocals, Guitar, Pedal Steel Guitar

### Hverdagens Helte
- Torsten Stirstrup Cubel: Lead Vocals, Backing Vocals, Guitar
- Søren Zahle: Lead Vocals, Backing Vocals, Guitar, Engineer
- Kim Munk: Bass, Lead Vocals, Backing Vocals
- Mads Tønder: Drums, Lead Vocals, Backing Vocals

### Telestjernen
- Telestjernen: Lead Vocals, Backing Vocals, Acoustic Guitar, Piano

### Laura Mo
- Laura Mo: Lead Vocals, Backing Vocals, 5-String Banjo

### Gæster
- Katharina Gade: Backing Vocals, Piano
- Niels Hausgaard Vocals

### Produktion
- Emil Mossing Thorenfeldt: Engineer
- Flemming Bloch Mixed By, Mastered By